# Tergito

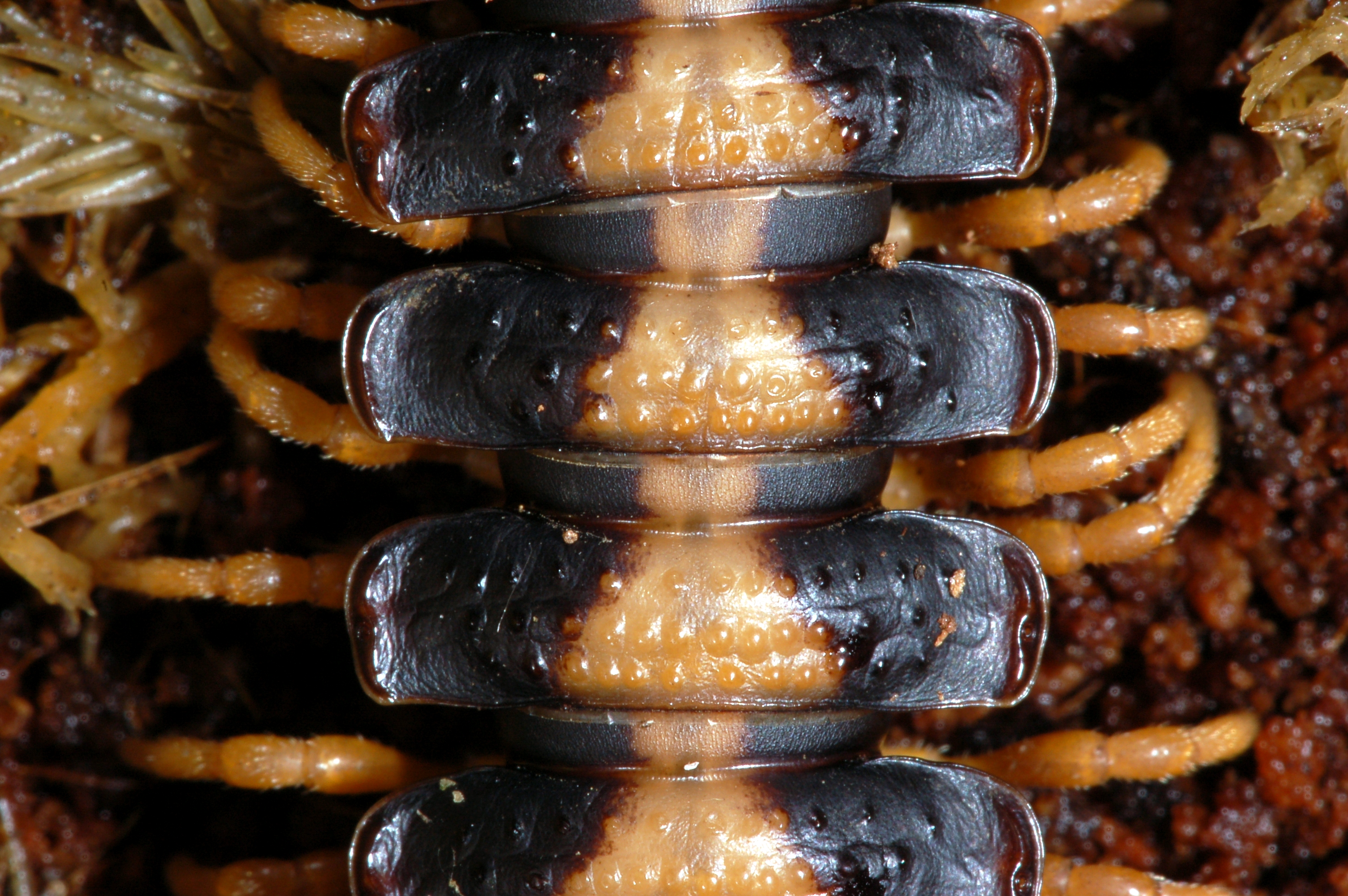
Tergitos (con paranota lateral visible) de un polidésmido.

Un tergito o terguito, escrito también tergum (del latín "la espalda"; pl. terga, adjetivo asociado tergal) es la porción dorsal ("superior") de un segmento de los artrópodo poseterior a la cabeza. El borde anterior se llama "base" y el borde posterior se llama "ápice" o "margen". Un tergo determinado puede dividirse en placas endurecidas o escleritos comúnmente también denominados tergitos.
En un segmento torácico, el tergum puede dividirse en un notum anterior y un escutelo posterior. Las extensiones laterales de un tergito se definen como paranota (del griego, "a lo largo de la espalda") o carinae (del latín, "quilla"), ejemplificadas por los milpiés de espalda plana del orden Polydesmida .
Los kinorrincos marinos también tienen placas tergales y esternales, aunque aparentemente no son homólogas a las de los artrópodos.
El Tergo-tergal es un mecanismo estridulador en el que las finas espinas de los tergitos abdominales se frotan entre sí para producir sonido. Este proceso se conoce como telescopio abdominal.

## Ejemplos

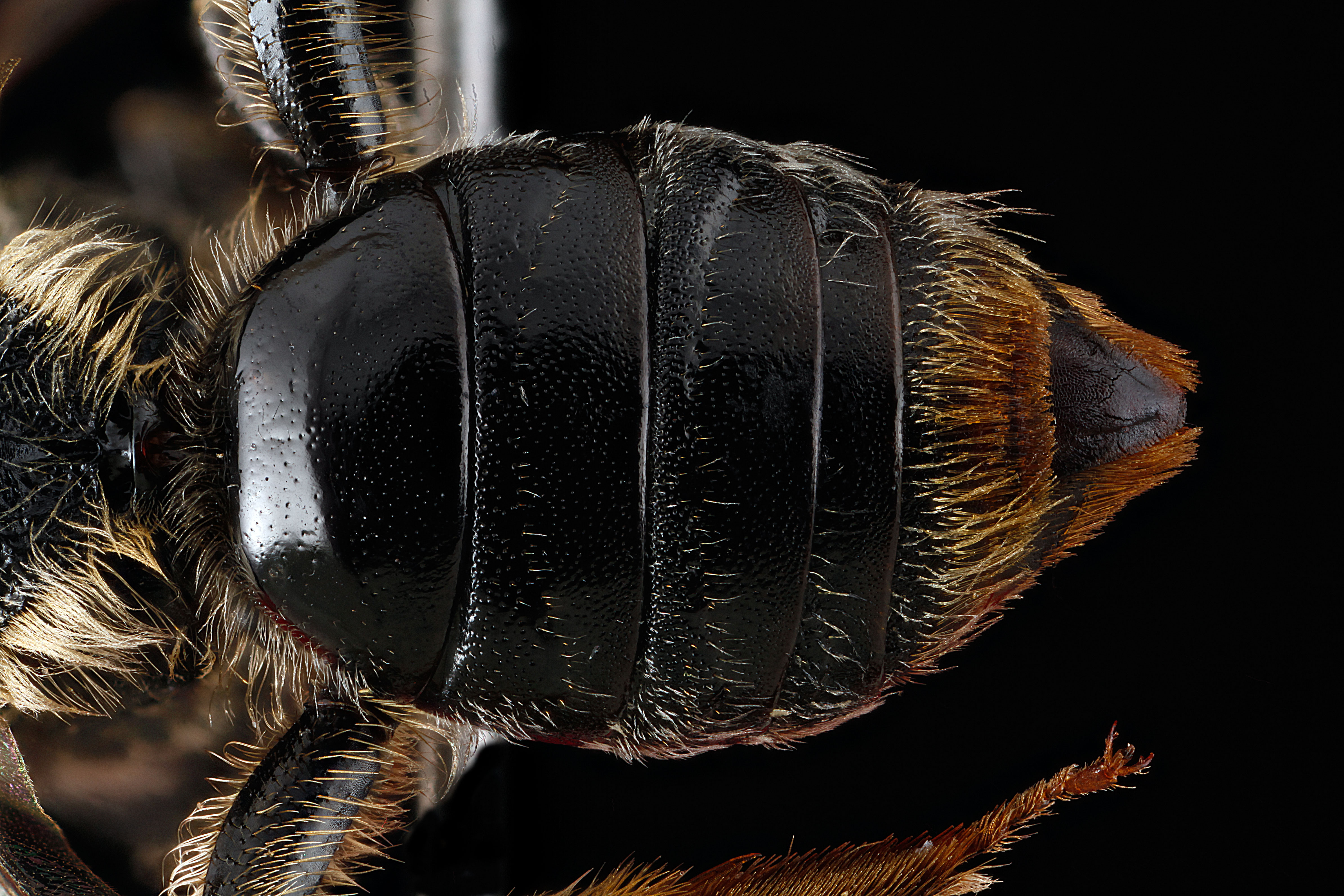
Tergum abdominal (dividido en varios terguitos) de unaabeja.
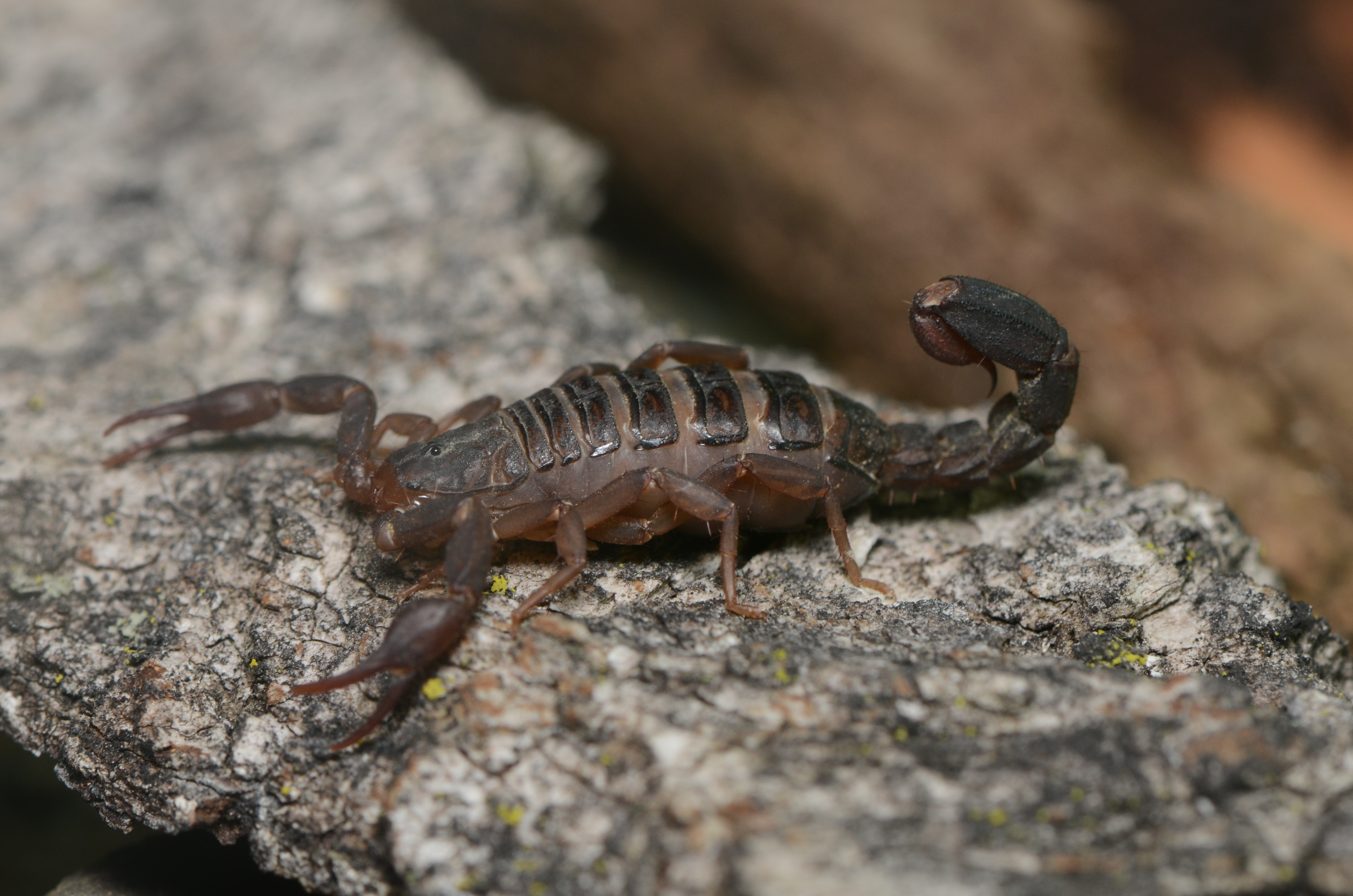
Siete escleritos claramente visibles en el lomo de un escorpión preñado.
Un terguito de estaavispaestá etiquetado como 19.
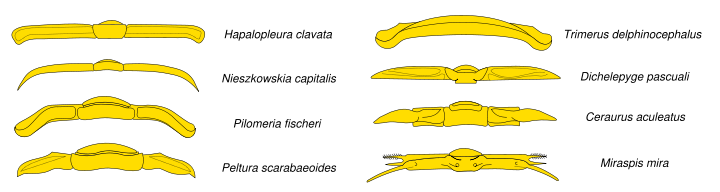
Tergitos torácicos de variostrilobites.